# Strisce di tigre (Encelado)

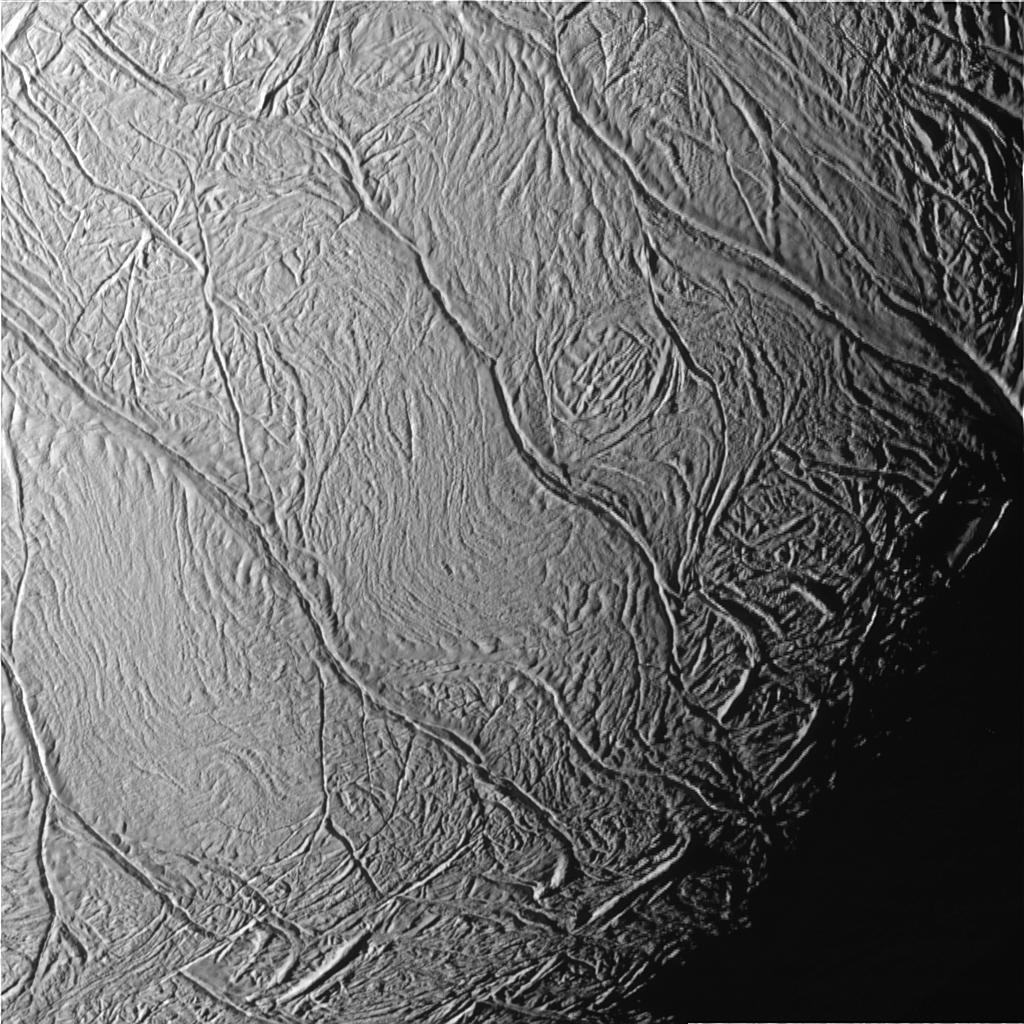
Una veduta del polo sud di Encelado ottenuto dalla sonda Cassini-Huygens. Le strisce di tigre, visibili dall'angolo inferiore sinistro all'angolo superiore destro, sono i sulci Damascus, Baghdad, Cairo, Alexandria e Camphor.

Le strisce di tigre sono una formazione geologica presente su Encelado, un satellite naturale di Saturno, costituita da quattro fratturazioni lineari subparallele site nella regione polare meridionale del corpo celeste.
Osservate per la prima volta il 20 maggio 2005, dalla telecamera Imaging Science Sub-system (ISS) della sonda Cassini-Huygens, e già precedentemente intraviste durante un primo sorvolo, le formazioni sono state poi osservate ad alta risoluzione dai vari strumenti della stessa sonda durante un sorvolo ravvicinato effettuato il 14 luglio 2005. Le osservazioni nel campo del visibile hanno rivelato che le "strisce di tigre" di Encelado non sono altro che basse creste montuose con una frattura centrale, mentre quelle effettuate con il Composite Infrared Spectrometer (CIRS) hanno mostrato che esse hanno temperature superficiali piuttosto elevate, indicative dell'attuale criovulcanismo presente su Encelado in loro corrispondenza.

## Nomi
"Strisce di tigre" è il nome con cui sono comunemente conosciute le sopraccitate formazioni geologiche che, in virtù della loro caratteristica albedo, risaltano sul panorama circostante. Ufficialmente, infatti, anche queste quattro fratturazioni o sulci, come vengono chiamate in esogeologia, come tutte le altre presenti su Encelado hanno nomi che rimandano a città o paesi de Le mille e una notte . In particolare, le quattro strisce di tigre sono i sulci Damascus, Baghdad, Cairo, Alexandria, a cui si aggiunge anche il Camphor Sulcus, una formazione più piccola che si dirama dall'Alexandria Sulcus.
Delle quattro, Baghdad e Damascus sono le formazioni dal vulcanismo più vivace, mentre Alexandria Sulcus è la meno attiva.

## Aspetto e geologia

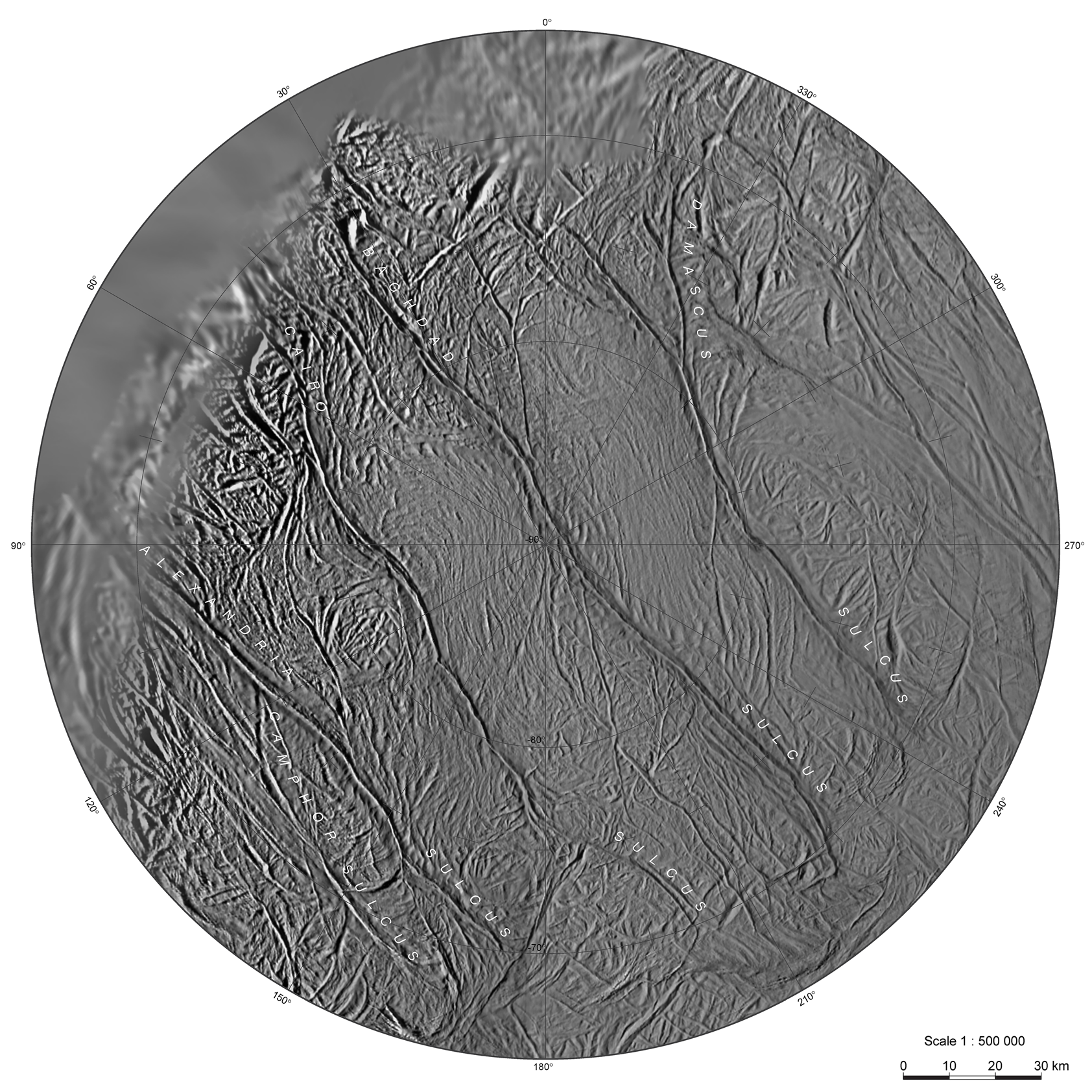
Mappa composita realizzata nel 2007 dell'emisfero meridionale di Encelado.

Immagini scattate dalla fotocamera ISS della sonda Cassini hanno permesso di scoprire che le 4 strisce di tigre sono una serie di 4 fratture lineari subparallele, lunghe in media 130 km, larghe 2 km e profonde 500 metri, ognuna delle quali costeggiata ai due lati da basse creste rocciose, alte in media circa 100 metri e larghe dai 2 ai 4 km.  Distanti circa 35 chilometri l'una dall'altra, tutte le strisce hanno un'estremità con pieghe a forma di uncino nell'emisfero antisaturniano, mentre nell'emisfero subsaturniano le loro estremità si biforcano con un aspetto dendritico.
Dato il loro aspetto e la loro collocazione all'interno di una regione fortemente deformata dal punto di vista tettonico, si era inizialmente ritenuto probabile che tali formazioni fossero di fatto fratture tettoniche, ossia una sorta di faglie trasformi o zone di frattura, tuttavia la frequente presenza di grandi pennacchi di vapore acqueo e ghiaccio, ossia dei veri e propri geyser, in loro corrispondenza, ha suggerito che esse siano piuttosto fratture nella litosfera di Encelado correlate con il suo calore interno e con l'attrazione gravitazionale di Saturno.
La quasi totale assenza di crateri da impatto in corrispondenza o anche solo nelle vicinanze delle strisce di tigre, suggerisce inoltre che tali formazioni siano piuttosto giovani, geologicamente parlando, tanto che l'età stimata va dai 100 milioni di anni, assumendo un tasso di formazione di crateri simile a quello della nostra Luna, a 0,5-1 milione di anni assumendo una frequenza di craterizzazione coerente con gli impatti di corpi in orbite planetocentriche moderatamente eccentriche.

## Composizione
Un altro aspetto che distingue le strisce di tigre dal resto della superficie di Encelado è l'insolita composizione del materiale depositato ai loro bordi e al loro interno. Quasi l'intera superficie della luna saturniana è infatti ricoperta da una coltre di ghiaccio d'acqua a grana fine, mentre le creste che fiancheggiano le strisce di tigre sono spesso ricoperte di ghiaccio d'acqua cristallino a grana grossa, un materiale che, proprio in virtù della sua granulometria, fa sì che strisce di tigre appaiano più scure dell'ambiente circostante nelle immagini non filtrate ottenute dalla fotocamera di Cassini-Huygens. Grazie allo spettrometro VIMS (Visual and Infrared Mapping Spectrometer) di Cassini è stato inoltre possibile rilevare la presenza di anidride carbonica ghiacciata e di altri componenti organici semplici all'interno delle strisce di tigre: componenti mai rilevati altrove sulla superficie di Encelado.
Il rilevamento di ghiaccio d'acqua cristallino lungo le strisce di tigre è utile anche a risalire all'età del materiale ai lati di queste ultime e quindi alla loro attività. Infatti, dopo essere stato raffreddato e sottoposto all'ambiente magnetosferico di Saturno, esso perde gradualmente la sua struttura cristallina, con una trasformazione in ghiaccio d’acqua amorfo e a grana più fine che si ritiene richieda da alcuni decenni a un migliaio di anni.

## Criovulcanismo

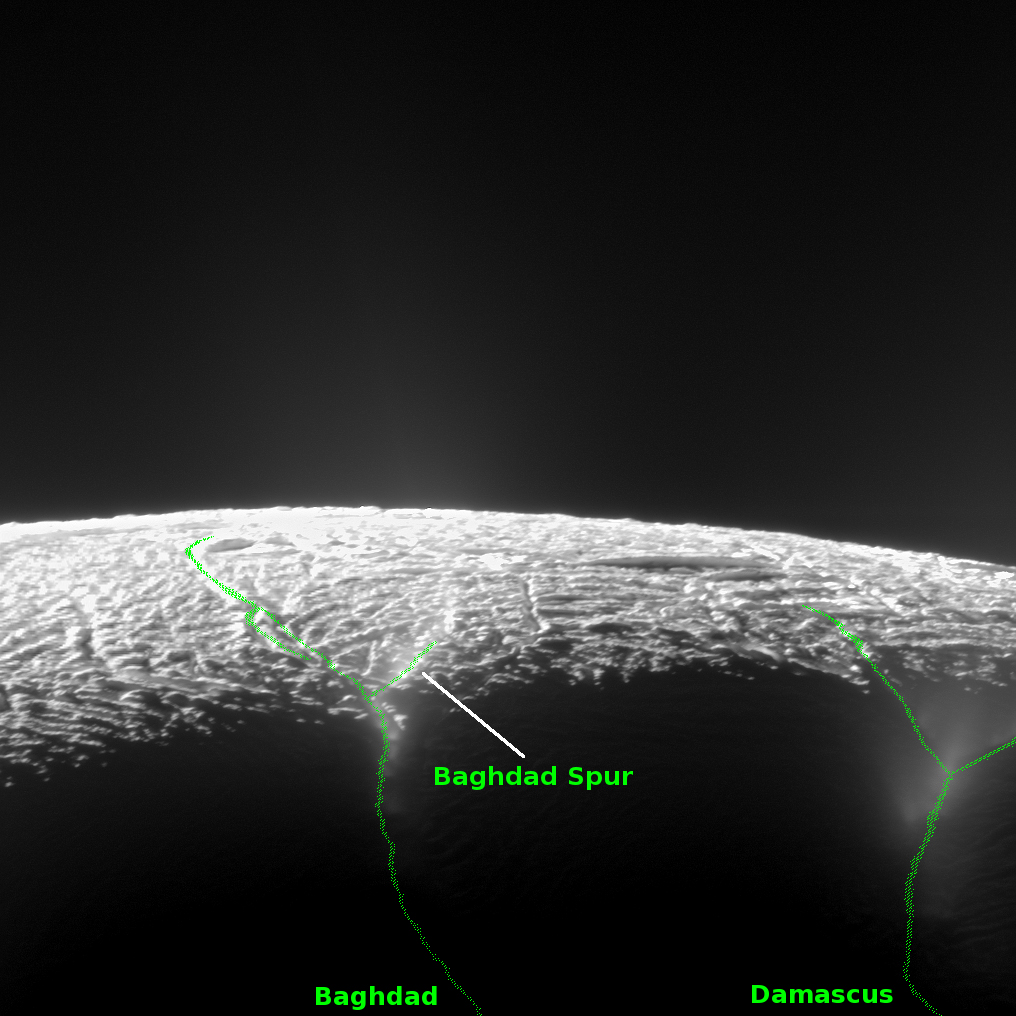
Il polo sud di Encelado fotografato il 10 agosto 2014.

Osservazioni effettuate dalla sonda Cassini durante il sorvolo effettuato il 14 luglio 2015 hanno rivelato una regione criovulcanicamente attiva su Encelado, centrata proprio nella regione delle strisce di tigre. Lo spettrometro a infrarossi CIRS (Composite Infrared Spectrometer) ha inoltre rivelato che l'intera regione, sita a una latitudine di 70°S, era più calda di quando avrebbe dovuto essere se l'unica sua fonte di calore fosse stata solamente la radiazione solare e, grazie a immagini a più alta risoluzione è stato possibile capire che il posto più caldo di tutto il polo sud di Encelado è localizzabile proprio all'interno delle strisce di tigre, dove le temperatura raggiungono i 157 K (−116 °C), ossia temperature decisamente più elevate dei 68 K attesi per quella regione della luna saturniana.
Si ritiene che il riscaldamento interno sperimentato da Encelado sia dovuto all’eccentricità della sua orbita, che lo porta ad avvicinarsi e ad allontanarsi ritmicamente da Saturno, e quindi a deformarsi leggermente sotto l'effetto della gravità del pianeta, oppure a rilassarsi, con un processo che gli impedisce di congelarsi completamente. Secondo alcuni studi, sia l'originaria formazione delle strisce di tigre, sia il loro criovulcanismo sarebbe dovuto proprio a tali movimenti; infatti, durante i periodi di graduale raffreddamento, gli oceani subglaciali di Encelado si congelerebbero, espandendosi, mentre la crosta glaciale del satellite di inspessirebbe dal basso, provocando un aumento di pressione tale da far sì che l'oceano fratturi la soprastante calotta glaciale, che risulta essere più sottile ai poli a causa della maggior deformazione lì provocata dalla gravità del gigante gassoso, facendo infiltrare in essa acqua che poi, esposta al vuoto, va istantaneamente in ebollizione. Una volta creata la prima spaccatura, che si ritiene sia stata Baghdad Sulcus, questa non si sarebbe più richiusa, ed anzi,  il materiale via via fuoriuscito da essa avrebbe provocato una deformazione tale nella calotta da portare all'apertura delle altre fratture ad essa parallele ed equidistanti. Peraltro, lo sfogo alla pressione garantito dalla presenza delle strisce di tigre avrebbe fatto sì che non si creassero ulteriori fratture al polo nord di Encelado.
Incrociando i dati ottenuti dai vari strumenti di Cassini, e in particolare dall'ISS, dall'INMS (Ion and Neutral Mass Spectrometer), dal CDA (Cosmic Dust Analyser) e dal già menzionato CIRS, si è potuto constatare che i pennacchi che fuoriescono periodicamente da una serie di punti all'interno delle strisce di tigre non contengono solo vapor acqueo e ghiaccio d'acqua, ma anche metano, anidride carbonica, ammoniaca, acido cianidrico e idrogeno molecolare.
Secondo altre ipotesi, il calore interno di Encelado, sufficiente a mantenere l'acqua allo stato liquido, sarebbe da attribuire più che altro alla presenza di uno strato isolante posto tra la calotta glaciale e l'oceano sottostante e costituito da un particolare tipo di ghiaccio, detto clatrato idrato, il quale, data la sua struttura, conterrebbe un'elevata quantità di anidride carbonica, metano e azoto, che verrebbero rilasciati in corrispondenza delle fratture poiché lì i clatrati sarebbero esposti al vuoto dell'atmosfera di Encelado.
Da ulteriori osservazioni e analisi è emerso poi che le crioeruzioni di Encelado potrebbero non avvenire solo da determinati punti lungo le fratture, ma che anzi esse siano vere e proprie eruzioni cosiddette "a sipario".

Un possibile schema atto a spiegare il criovulcanismo di Encelado
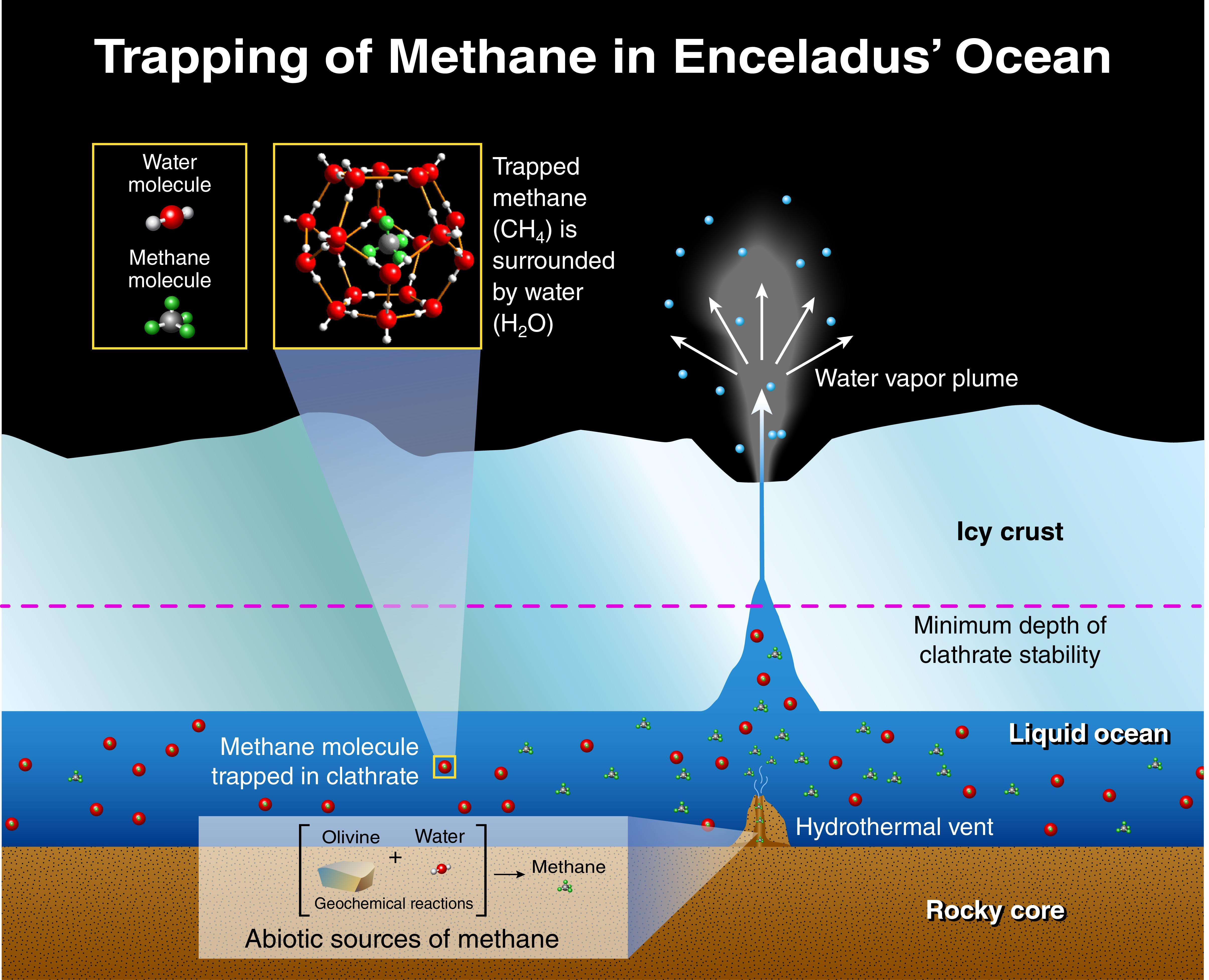
Possibile origine nell'oceano subglaciale del metano trovato nei pennacchi di Encelado
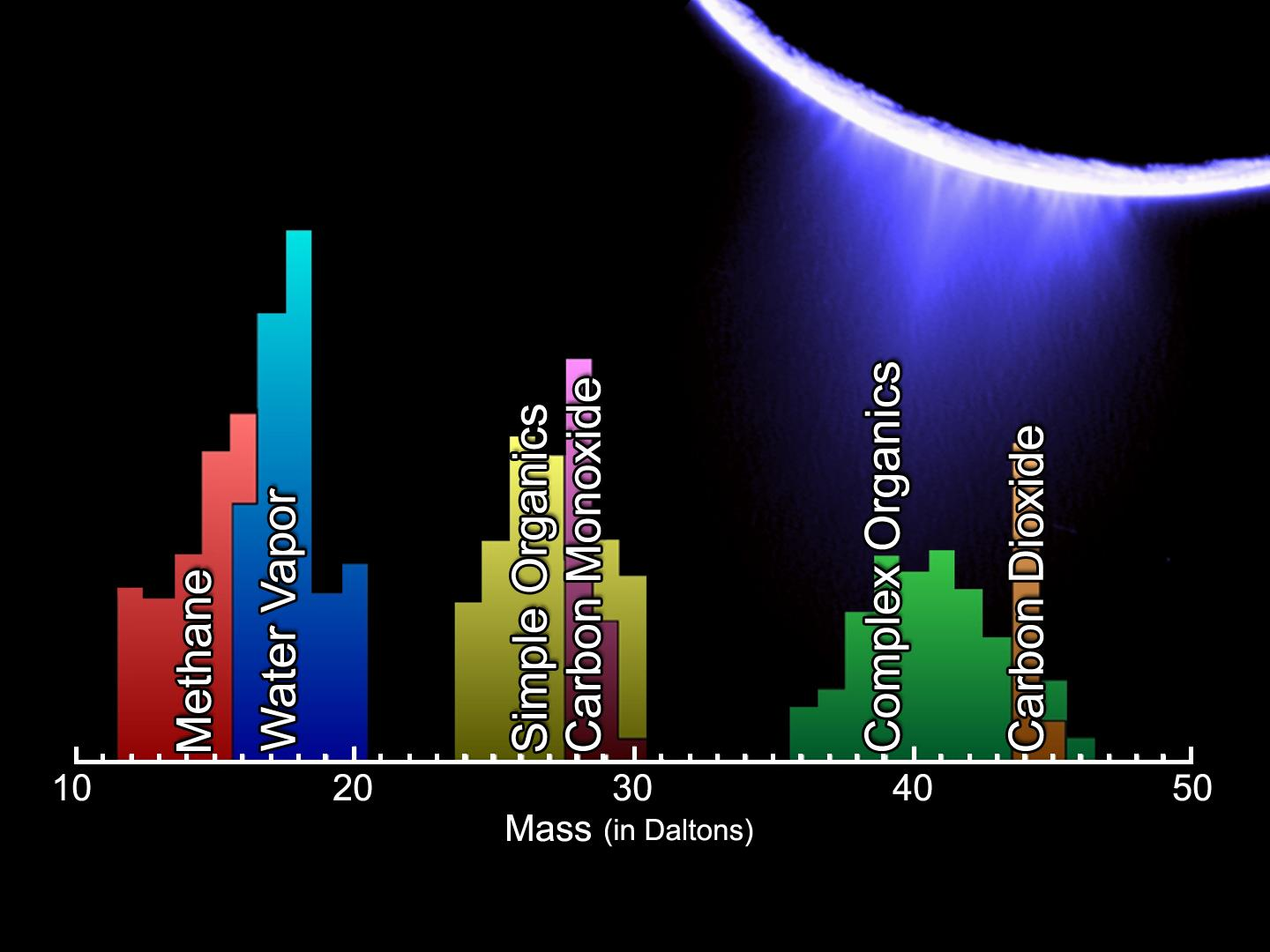
Composizione chimica dei pennacchi di Encelado

## Relazione con l'anello E di Saturno

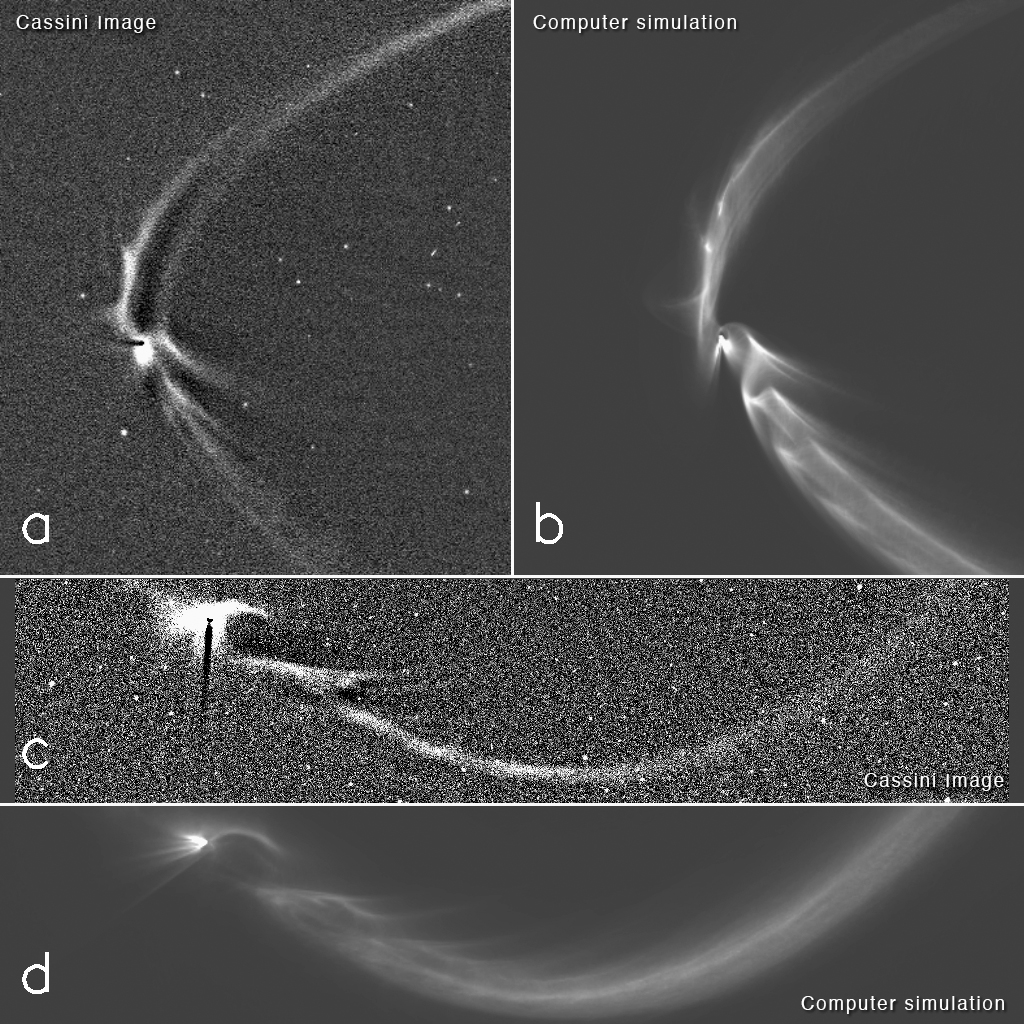
I vortici in cui si avvolgono i getti di Encelado lungo la sua orbita all'interno dell'anello E (immagini a e c) confrontate con le simulazioni computerizzate (immagini b e d).

Alcuni studi hanno dimostrato che i getti di materiale espulso da Encelado, la cui composizione ricorda quella delle chiome della comete, sono la sorgente del materiale che compone l'anello E di Saturno. Quest'ultimo, così largo che comincia dall'orbita di Mimas e prosegue fino all'orbita di Rhea, è considerato essere l'anello più esterno del gigante gassoso, fatta eccezione per il tenue anello di Febe,  e risulta essere composto da microscopici granelli di polvere e ghiaccio.
L'ipotesi che Encelado, che orbita all'interno dell'anello E, e in particolare in un zona dove l'anello risulta meno spesso ma più denso, fosse l'origine del materiale che compone l'anello stesso era già stata avanzata negli anni 1980 a seguito dei sorvoli delle sonde Voyager, ed è stata poi confermata grazie ai dati raccolti durante i primi due sorvoli effettuati da Cassini nel 2005.
Numerosi modelli matematici hanno inoltre in seguito dimostrato che l'anello E è talmente instabile che scomparirebbe in un lasso di tempo compreso tra i 10 000 e il 1 000 000 di anni se il materiale che lo compone non fosse continuamente reintegrato dai getti di Encelado.